# Cesare Laurenti (ingegnere)
Cesare Laurenti (Terracina, 15 luglio 1865 – Roma, 29 marzo 1921) è stato un ingegnere italiano.

## Biografia
Nacque a Terracina da Gioacchino e Teresa Castaldi nel 1865. Pochi anni dopo si trasferì con la famiglia a Civitavecchia, dove i genitori avviarono un'agenzia di spedizioni marittime. Iniziò gli studi superiori a Siena per poi trasferirsi a Roma dove il 27 novembre 1889 si laureò in ingegneria civile presso la Regia scuola di applicazione per gli ingegneri, dove poi ricoprì il ruolo di assistente.
Entrò tramite concorso nel genio navale della Regia Marina dove fu nominato ingegnere di 2ª classe il 13 novembre 1890. Assegnato a Genova fu impiegato nei corsi della Regia scuola superiore navale per la specializzazione, laureandosi in ingegneria navale nel giugno 1892. Nel 1903 viene destinato al Regio Arsenale di Venezia per la costruzione di sommergibili (suo è il progetto del Glauco del 1903) e viene anche inviato frequentemente all'estero per studiare scafi e motori in questo settore.
Laurenti si era dedicato con passione agli studi dei sommergibili e dei sottomarini già dagli anni novanta del XIX secolo. La sua opera di divulgazione e di stimolo per la costruzione di battelli subacquei per la Regia Marina è stata molto importante in quanto, con i suoi scritti sulla Rivista Marittima sensibilizzò e stimolò soprattutto gli ufficiali della Regia Marina affinché si occupassero con professionalità di questi mezzi di recente invenzione.
Nel 1905 si dimette per assumere l'incarico di direttore tecnico al Cantiere navale del Muggiano (La Spezia), dove nel 1907 viene impostato il sommergibile Foca, di concezione totalmente innovativa rispetto al precedente Glauco.
I sommergibili progettati da Laurenti furono molti e venduti a diverse Marine, tra cui quella brasiliana.
Essi erano realizzati con criteri totalmente originali. Le loro caratteristiche principali erano un doppio scafo resistente e un'elevata riserva di spinta; inoltre erano provvisti di compartimenti interni.